# Lee Jae-wook
Đây là một tên người Triều Tiên, họ là Lee.
Lee Jae-wook (Hangul: 이재욱, Hán Việt: Lý Tại Húc, sinh ngày 10 tháng 5 năm 1998) là nam diễn viên, người mẫu Hàn Quốc được biết đến các với vai Marco Han trong phim Ký ức Alhambra, vai Seol Ji-hwan trong phim truyền hình Search: WWW và đặc biệt trong phim Extraordinary You với vai diễn Baek Kyung năm 2019.

## Sự nghiệp
Lee Jae-wook bắt đầu sự nghiệp diễn xuất vào năm 2018 với vai phụ cho bộ phim truyền hình Memories of the Alhambra với tư cách là một lập trình viên tin tặc và bộ phim The Battle of Jangsari trong vai một người lính sinh viên.
Năm 2019, Lee đóng vai trò là một trong những diễn viên chính cho Search: WWW của đài Tvn đồng thời là nam chính thứ hai cho MBC Extraordinary You với tư cách là vị hôn phu của nữ chính.

## Danh sách phim

#### Phim điện ảnh
| Năm  | Tên                    | Vai         | Kênh                 |
| ---- | ---------------------- | ----------- | -------------------- |
| 2019 | The Battle of Jangsari | Lee Gae-tae | Taewon Entertainment |

#### Phim truyền hình
| Năm     | Tên                         | Vai          | Kênh         | Bạn diễn                                               |
| 2018–19 | Memories of the Alhambra    | Marco Han    | tvN          | Hyun Bin, Park Shin-hye                                |
| 2019    | Search: WWW                 | Seol Ji-hwan | tvN          | Lee da-hee                                             |
| 2019    | Extraordinary You           | Baek Kyung   | MBC          | Kim Hye-yoon                                           |
| 2020    | When The Weather Is Fine    | Lee Jang Woo | JTBC         | Seo Kang Joon, Park Min Young                          |
| 2020    | Do Do Sol Sol La La Sol     | Sunwoo Jun   | KBS2/Netflix | Go Ara                                                 |
| 2022    | Hoàn hồn (Alchemy of Souls) | Jang Uk      | tvN/Netflix  | Jung So-min, Go Youn-jung Hwang Min-hyun, Shin Seungho |